# Robert Haigh
Pour les articles homonymes, voir Haigh.
Robert Haigh (né le 27 mars 1945 à Adélaïde) est un joueur de hockey sur gazon australien. Il participe aux Jeux olympiques d'été de 1968, aux Jeux olympiques d'été de 1972 et aux Jeux olympiques d'été de 1976. En 1968 et en 1976, il remporte la médaille d'argent de la compétition.

## Palmarès

### Jeux olympiques
- Jeux olympiques de 1968 à Mexico,  Mexique
  -  Médaille d'argent.
- Jeux olympiques de 1976 à Montréal,  Canada
  -  Médaille d'argent.